# Tommi Korpela
Tommi Korpela (n. 23 de agosto de 1968) es un actor de cine finés. Ha ganado el premio Jussi al mejor actor en tres ocasiones, un logro que solo habían conseguido anteriormente dos actores fineses: Lasse Pöysti y Tauno Palo.

## Filmografía
| Año  | Film                           | Papel              | Director                     | Notas                                                |
| ---- | ------------------------------ | ------------------ | ---------------------------- | ---------------------------------------------------- |
| 1993 | True Magic                     | Paavali Prinkkala  | Saara Cantell                |                                                      |
| 1996 | Viisasten kivi                 | Teppo              | Sakari Kirjavainen           |                                                      |
| 1997 | A Clear Winter's Day           | Teuvo              | Saara Cantell                |                                                      |
| 1997 | Good Deeds                     | Bouncer            | Markus Nummi                 |                                                      |
| 1997 | Today                          |                    | Eija-Liisa Ahtila            |                                                      |
| 1997 | Jäänmurtaja - Icebreaker       | Mutanen            | Heikki Kujanpää              |                                                      |
| 1997 | Kersantin kunnia               | Sergeant Juntunen  | Veli-Matti Saikkonen         |                                                      |
| 1999 | Rikos ja rakkaus               | Aarne Sirkiä       | Pekka Milonoff               |                                                      |
| 2001 | The Classic                    | P.E.Teacher        | Kari Väänänen                |                                                      |
| 2001 | On the Road to Emmaus          | Kuoppala           | Markku Pölönen               |                                                      |
| 2002 | Haaveiden kehä                 | Police             | Matti Ijäs                   |                                                      |
| 2002 | Rumble                         | Mäkinen            | Jani Volanen                 |                                                      |
| 2003 | Pahat pojat                    | Mutka              | Aleksi Mäkelä                |                                                      |
| 2003 | Raid                           | Russian criminal   | Tapio Piirainen              |                                                      |
| 2003 | Rare Exports Inc.              | Marker             | Jalmari Helander             |                                                      |
| 2004 | Vares: Private Eye             | Uusniitty          | Aleksi Mäkelä                |                                                      |
| 2005 | For the Living and the Dead    | Kai                | Kari Paljakka                |                                                      |
| 2006 | Unna ja Nuuk                   | Alti               | Saara Cantell                |                                                      |
| 2006 | Lights in the Dusk             | Lecturer           | Aki Kaurismäki               |                                                      |
| 2006 | Soap                           | Assistant Director | Janne Kuusi                  |                                                      |
| 2007 | V2: Dead Angel                 | Tom Marjola        | Aleksi Mäkelä                |                                                      |
| 2007 | A Man's Work                   | Juha Hakala        | Aleksi Salmenperä            | Premio Jussi al mejor actor                          |
| 2007 | Ganes                          | Otto Aaltonen      | Jukka-Pekka Siili            |                                                      |
| 2007 | The Border                     | Heikki Kiljunen    | Lauri Törhönen               |                                                      |
| 2007 | The Home of Dark Butterflies   | Olavi Harjula      | Dome Karukoski               |                                                      |
| 2007 | The Flight Before Christmas    | Leader of the herd | Michael Hegner Kari Juusonen |                                                      |
| 2007 | Falling Angels                 | Lauri Viita        | Heikki Kujanpää              | Premio Jussi al mejor actor                          |
| 2009 | Where is where?                | Death              | Eija-Liisa Ahtila            |                                                      |
| 2009 | Forbidden Fruit                | Preacher           | Dome Karukoski               |                                                      |
| 2009 | Last Cowboy Standing           | Ossi Kallio        | Zaida Bergroth               |                                                      |
| 2009 | Backwood Philosopher           | Kronberg           | Kari Väänänen                |                                                      |
| 2010 | Rare Exports: A Christmas Tale | Aimo               | Jalmari Helander             |                                                      |
| 2010 | The Patient                    | The Patient        | Misko Iho                    |                                                      |
| 2010 | Priest of Evil                 | Kengu              | Olli Saarela                 |                                                      |
| 2010 | Kotirauha                      | Jaatinen           | Aleksi Mäkelä                |                                                      |
| 2012 | Purge                          | Martin Truu        | Antti Jokinen                |                                                      |
| 2014 | Santa                          | Jussi              | Marius Ivaskevicius          | Nominaado al premio Sidabrinė gervė como mejor actor |
| 2015 | Wildeye                        | Gödel              | Antti Jokinen                |                                                      |
| 2015 | Häiriötekijä                   | Varios personajes  | Aleksi Salmenperä            | Premio Jussi al mejor actor                          |
| 2016 | Bodom                          | Hiker's voice      | Taneli Mustonen              |                                                      |
| 2016 | The Mine                       |                    | Aleksi Salmenperä            |                                                      |
| 2017 | The Other Side of Hope         | Melartin           | Aki Kaurismäki               |                                                      |
| 2017 | Ikitie (The Eternal Road)      | Jussi Ketola       | Antti-Jussi Annila           |                                                      |